# Латимира, Ингрида
Ингри́да Латимира (латыш. Ingrīda Latimira, урождённая Зауэре, латыш. Zauere, в первом браке Туклере, латыш. Tuklere, во втором браке У́дре, латыш. Ūdre; 14 ноября 1958, Рига — 13 июля 2024) — латвийский политик и баскетболистка.
В 1977—1979 гг. выступала за рижский женский баскетбольный клуб «ТТТ», в составе которого стала в 1979 году чемпионкой СССР. В 1984 году окончила факультет экономики Латвийского государственного университета.
Экс-спикер Сейма и бывший министр экономики Латвии. Выдвигалась на пост комиссара по налогам и таможне ЕС (2004 г.). Состояла в Крестьянском союзе Латвии (была председателем Союза зеленых и крестьян, куда входят КСЛ и «зелёные»), ранее — член Новой партии. Депутат 7 и 8 Сейма Латвии. Член правления Латвийской ассоциации волейболистов. С июля по август 2005 года исполняла обязанности президента. В 1999 году выдвигалась кандидатом на пост президента.
В 2013 году стала консультантом «Центра согласия», в связи с чем КСЛ заявил о нарушении Латимирой устава партии.
С 2018 по 2022 годы вместе с третьим мужем, предпрнинимателем Гордоном Латимиром, жила и работала в Москве.
Умерла 13 июля 2024 года в возрасте 65 лет.

## Награды
- Большой крест ордена Заслуг (2003 год, Португалия)[9]
- Медаль Балтийской ассамблеи (2004 год)[10]